# Bruzz (maison de média)
 (janvier 2022).
Si vous disposez d'ouvrages ou d'articles de référence ou si vous connaissez des sites web de qualité traitant du thème abordé ici, merci de compléter l'article en donnant les références utiles à sa vérifiabilité et en les liant à la section « Notes et références ».
Pour les articles homonymes, voir Bruzz.
Bruzz, nom commercial de Vlaams-Brusselse Media (VBM), est une maison médiatique néerlandophone de Bruxelles. Elle a été lancée le 20 avril 2016, résultat de la fusion de l'hebdomadaire Brussel Deze Week, du magazine Agenda, de la radio FM Bruxelles, de la chaine de télévision TV Brussel , et de leur site brusselnieuws.be. Le terme est la contraction de "Bruxelles" et "buzz".

## Histoire
En 1970, la commission culturelle néerlandaise crée un magazine mensuel pour les bruxellois néerlandophones, appelé Deze Maand in Brussel. Le journal devint hebdomadaire en 1985 : Deze Week in Brussel voit la lumière du jour. La revue offre une approche socioculturelle. À partir de 1998, le magazine sous l'impulsion de Brigitte Grouwels devint un véritable journal de la ville sous le nom de Brussel Deze Week. En 2002, arrive le magazine culturel trilingue Agenda qui fut renommé Agenda Magazine, en 2004 qui était lié avec un site internet : Brusselnieuws.be.
Le 13 octobre 2015 voit le lancement de Bruzz par le conseil d'administration des médias flamand de Bruxelles qui a annoncé une réorganisation à la suite d'une période de turbulences après la mise à pied du précédent directeur et a également annoncé le lien avec FM Brussel.

## Produits
- Bruzz (télévision), anciennement appelé Tvbrussel
- Bruzz (radio), anciennement appelé FM Brussel
- Bruzz (journal), anciennement appelé Brussel Deze Week
- Bruzz (magazine), anciennement appelé Agenda